# نیکولا مینگازینی
نیکولا مینگازینی (انگلیسی: Nicola Mingazzini؛ زادهٔ ۱۳ اوت ۱۹۸۰) بازیکن فوتبال اهل ایتالیا است.
از باشگاه‌هایی که در آن بازی کرده‌است می‌توان به باشگاه فوتبال اسپتزیا، باشگاه فوتبال بولونیا، باشگاه فوتبال آتالانتا، باشگاه فوتبال پیزا، و باشگاه فوتبال پالرمو اشاره کرد.